# Società Storica delle Valli di Lanzo
La Società Storica delle Valli di Lanzo è stata fondata a Ceres (Torino) nel 1946 da Giovanni Donna d’Oldenico , con l’intento di riportare l’attenzione sugli studi di storia locale.
La sede della Società è a Lanzo Torinese, presso la Biblioteca Civica “A. Cavallari Murat”, collocata nella trecentesca Torre di Aimone di Challant .
L’area d’interesse di studio è quella delle Valli di Lanzo, un sistema vallivo delle Alpi Graie a nord ovest di Torino: Val Grande di Lanzo e Valle d’Ala e la bassa valle da cui hanno origine, la Valle di Viù, la Valle del Tesso e le aree pedemontane lanzesi.
La Società Storica delle Valli di Lanzo si propone di ridare valore a tutti quei segni utili per il recupero della memoria storica e per la conoscenza della natura e del carattere di una specifica civiltà ambientale e umana. Unitamente alle pubblicazioni, alle mostre, agli archivi, la Società opera con iniziative culturali che danno voce e valorizzano i molteplici aspetti della cultura valligiana e ogni espressione delle tradizioni locali.

## Storia
Dal 1955 la Società pubblica una propria “Collana” editoriale. Nei saggi dati alle stampe l’elemento unificante è la ricerca inedita, riferimento puntuale sia per i lavori di carattere divulgativo come per quelli di particolare pregio scientifico. Anche gli studi minori costituiscono comunque indirizzo di indagine e sovente hanno stimolato nuove aree di ricerca. Nel 2017 è iniziata la collana “Stille”, una serie di agili volumetti dedicati a studi brevi e divulgativi; in precedenza erano state pubblicate schede su temi specifici.
Nel corso degli anni, la Società ha organizzato convegni, conferenze, visite guidate, concerti; ha realizzato progetti con istituti scolastici e con università; ha promosso e gestito giornate per la conoscenza del territorio. Ha allestito una serie di mostre, perlopiù iconografiche, che presentano documenti visivi della storicità del territorio, la vita e l’ambiente di un tempo, evidenziando opere d’arte ed emergenze architettoniche, o che illustrano aspetti odierni. Molta importanza assume la fotografia, sia d’epoca che contemporanea. Si ritiene, così, di mettere a disposizione degli utenti utili strumenti divulgativi per far conoscere la cultura, la natura e la socialità delle Valli.

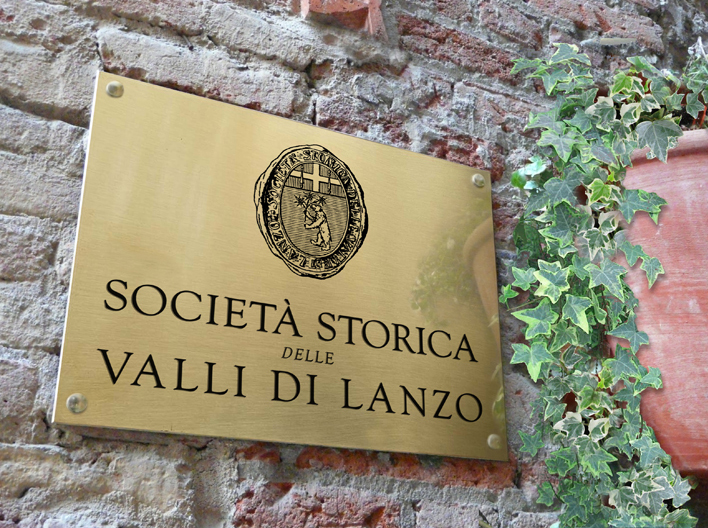
Targa di ingresso

## Organizzazione
La Società Storica delle Valli di Lanzo è retta da uno statuto che prevede che sia composta da soci nominati per cooptazione, divisi in due qualifiche: Ordinari e Onorari.
Il Consiglio Direttivo si compone di un presidente, due vicepresidenti, quattro consiglieri di cui uno con mansioni di segretario. Il Consiglio Direttivo ha mandato triennale.

## Pubblicazioni
Principali volumi dell’ampia attività editoriale:
- Silvio Solero, Storia onomastica delle Valli di Lanzo. Ceres e la Valle d’Ala di Stura, 1955.
- Giovanni Donna d’Oldenico, Gli affreschi di Voragno ed il passaggio della Sindone in Val di Lanzo, 1959 (riedito con aggiornamenti nel 2010).
- Giovanni Porporato, Storia popolare di Ala di Stura, 1962.
- Piero Barocelli, La via romana transalpina degli alti valichi dell’Autaret e di Arnas. Note di escursioni archeologiche nelle Valli di Lanzo Torinese, 1968.
- Aldo Audisio, Alessandro Rosboch, Bibliografia generale delle Valli di Lanzo, 1976.
- Pasquale Cantone, Storia della gente di Mathi fino all’anno 1600, 1977.
- Bruno Guglielmotto-Ravet (a cura di), Miscellanea di studi storici sulle Valli di Lanzo, in memoria di Giovanni Donna d’Oldenico, 1996.
- Aldo Audisio, Bruno Guglielmotto-Ravet, Alessandro Rosboch, Repertorio bibliografico delle Valli di Lanzo. Dal 9 luglio 1477 al 31 dicembre 1999, 2000.
- Ines Poggetto, 1943-1945. Cronache del Collegio salesiano “San Filippo Neri”, 1988.
- Marica Barbaro, Carla Parsani Motti, Maria Teresa Pocchiola Viter, Una fatica da donne. Indagine sulla quotidianità femminile nelle Valli di Lanzo tra fine Ottocento e metà Novecento, 2000.
- Bruno Guglielmotto-Ravet, Marino Periotto, Dalla villeggiatura alla clandestinità. Presenze ebraiche nelle Valli di Lanzo tra metà Ottocento e Seconda guerra mondiale, 2002.
- Mario Anesi, Al tempo segno il passo, all’uom la vita. Meridiane nelle Valli di Lanzo, 2003.
- Michael Jakob, Bruno Guglielmotto-Ravet (a cura di), La montagna elettrica. Usseglio e la costruzione degli impianti idroelettrici in Valle di Viù, 2005.
- Gustavo Mola di Nomaglio, Feudi e nobiltà negli stati dei Savoia. Con la cronologia feudale delle Valli di Lanzo, 2006.
- Mauro Reginato, Pier Paolo Viazzo (a cura di), Per una storia della popolazione delle miniere in Piemonte, 2006.
- Bruno Guglielmotto-Ravet (a cura di), 2ª Miscellanea di studi storici sulle Valli di Lanzo, in memoria di Ines Poggetto, 2007.
- Oreste Favaro, Storia della Comunità e della Parrocchia di Cantoira, 2007.
- Pierangelo Cavanna (a cura di), Ferdinando Fino fotografo. Le Valli di Lanzo “a colori” all’inizio del Novecento, 2010.
- Marica Barbaro, Caro Pane. Antichi forni e panificazione per i giorni feriali e per i riti delle festività nelle Valli di Lanzo, 2011.
- Claudio Santacroce (a cura di), Le Parrocchie di Viù e Col San Giovanni. Mille anni di storia, 2011.
- Claudio Bertolotto, Gian Giorgio Massara, Presenze pittoriche rinascimentali nelle Valli di Lanzo. Cicli di affreschi a Lemie, 2015.
- Ezio Sesia (a cura di), Nascita, vita e morte di un villaggio minerario medievale: Pertus in Valle d’Ala (1267-1665), 2015.
- Giancarlo Chiarle, L’alba del popolo. Baratonia e le Valli di Lanzo nella crisi del Trecento, 2016.
- Luigi Francesetti di Mezzenile, Lettere sulle Valli di Lanzo (Mezzenile, 1820-1822), 2017.
- Bruno Guglielmotto-Ravet, Pier Franco Quaglieni (a cura di), Benedetto Croce a Viù e in Piemonte, 2018.
- Marino Periotto, Fra cielo e abisso. Carlo Virando alpinista, da Viù al Club Alpino Accademico italiano, 2018.
- Fulvio Michelotti (a cura di), La cappella e l’Abbadia della Madonna di Loreto in Lanzo. Nuovi studi, 2018.
- Bruno Guglielmotto-Ravet, Ezio Sesia (a cura di), Luigi Francesetti di Mezzenile e la letteratura del prealpinismo, 2018.
- Bruno Guglielmotto-Ravet, Veronica Lisino (a cura di), La valle veloce. La Centrale elettrica di Funghera e la Ferrovia Lanzo-Ceres nel territorio e nel paesaggio. Fotografie, 1898-1916, 2019.
- Bruno Guglielmotto-Ravet, Claudio Santacroce (a cura di), Le memorie ch’io vi lascio saranno una perla. Lemie nella cronaca del prevosto don Domenico Pacotti, 2019.
- Giuliana Forneris, Annalaura Pistarino, Guglielmo Pandolfo, Claudio Santacroce, Passim inveni plantas novas. Viaggi di botanici nelle Valli di Lanzo, 2019.
- Bruno Guglielmotto-Ravet, Giuse Scalva, Laura Solero (a cura di), Ines Poggetto, anima intensa delle Valli di Lanzo, 2020.
- Aldo Audisio, Laura Gallo (a cura di), Àiva. Segni d’acqua nelle Valli di Lanzo, 2020.
- Adriano Olivetti, Il complesso ecclesiastico di Cantoira dall’XI al XXI secolo, 2020.
- Bruno Guglielmotto-Ravet, con P. Benedetto Mas, Ceneri mute. Epitaffi e note storiche dai cimiteri delle Valli di Lanzo, 2021.

## Presidenti
- Giovanni Donna d’Oldenico (1946-1978)
- Aldo Audisio (1978-1994)
- Bruno Maria Guglielmotto-Ravet (1994-2017)
- Ezio Sesia (2017-2019)
- Michele Vietti (dal 2019)

## Presidenti Onorari
- Giovanni Donna d’Oldenico (1978-1982)
- Aldo Audisio (dal 2007)
- Bruno Maria Guglielmotto-Ravet (dal 2019)